# العلاقات الإيطالية الليختنشتانية
العلاقات الإيطالية الليختنشتانية هي العلاقات الثنائية التي تجمع بين إيطاليا وليختنشتاين.

## مقارنة بين البلدين
هذه مقارنة عامة ومرجعية للدولتين:
| وجه المقارنة                                              | إيطاليا                                                  | ليختنشتاين                                 |
| --------------------------------------------------------- | -------------------------------------------------------- | ------------------------------------------ |
| المساحة (كم2)                                             | 301.34 ألف                                               | 16                                         |
| عدد السكان (نسمة)                                         | 60.60 مليون                                              | 37.47 ألف                                  |
| الكثافة السكانية (ن./كم²)                                 | 201.1                                                    | 234.19 ألف                                 |
| العاصمة                                                   | روما، فلورنسا، تورينو                                    | فادوتس                                     |
| اللغة الرسمية                                             | اللغة الإيطالية                                          | اللغة الألمانية                            |
| العملة                                                    | يورو، ليرة إيطالية                                       | فرنك سويسري                                |
| الناتج المحلي الإجمالي (بليون دولار)                      | 1.93 تريليون                                             | 6.29 مليار                                 |
| الناتج المحلي الإجمالي (تعادل القوة الشرائية) بليون دولار | 2.26 تريليون                                             |                                            |
| الناتج المحلي الإجمالي الاسمي للفرد دولار أمريكي          | 29.96 ألف                                                |                                            |
| الناتج المحلي الإجمالي للفرد دولار أمريكي                 | 35.46 ألف                                                |                                            |
| مؤشر التنمية البشرية                                      | 0.873                                                    | 0.908                                      |
| رمز المكالمات الدولي                                      | +39                                                      | +423                                       |
| رمز الإنترنت                                              | .it                                                      | .li                                        |
| المنطقة الزمنية                                           | توقيت وسط أوروبا، ت ع م+01:00، ت ع م+02:00، أوروبا/روما ‏ | توقيت وسط أوروبا، ت ع م+01:00، ت ع م+02:00 |

## منظمات دولية مشتركة
يشترك البلدان في عضوية مجموعة من المنظمات الدولية، منها:
| علم المنظمة | اسم المنظمة                           | تاريخ انضمام إيطاليا | تاريخ انضمام ليختنشتاين |
| ----------- | ------------------------------------- | -------------------- | ----------------------- |
|             | الاتحاد البريدي العالمي               | ?                    | ?                       |
|             | مؤتمر الأمم المتحدة للتجارة والتنمية  | ?                    | ?                       |
|             | منظمة حظر الأسلحة الكيميائية          | ?                    | ?                       |
|             | منظمة التجارة العالمية                | 1995                 | ?                       |
|             | الأمم المتحدة                         | 14 ديسمبر 1955       | 18 سبتمبر 1990          |
|             | المحكمة الجنائية الدولية              | ?                    | ?                       |
|             | محكمة التحكيم الدائمة                 | ?                    | ?                       |
|             | منظمة الشرطة الجنائية الدولية         | ?                    | ?                       |
|             | الوكالة الدولية للطاقة الذرية         | ?                    | ?                       |
|             | البنك الأوروبي لإعادة البناء والتنمية | ?                    | ?                       |
|             | الاتحاد الدولي للاتصالات              | 1866                 | 25 يوليو 1963           |
|             | مجلس أوروبا                           | 5 مايو 1949          | ?                       |
|             | منظمة الأمن والتعاون في أوروبا        | 25 يونيو 1973        | 25 يونيو 1973           |

## أعلام
هذه قائمة لبعض الشخصيات التي تربطها علاقات بالبلدين:
- ميكيلي بولفيرينو (لاعب كرة قدم ليختنشتايني، 26 سبتمبر 1984 – )

## وصلات خارجية
- موقع وزارة الخارجية الإيطالية